# God Forgives, I Don’t
God Forgives, I Don’t (с англ. — «Бог простит, я — нет») — пятый студийный альбом американского рэпера Рика Росса. Он был выпущен 30 июля 2012 года на лейблах Maybach Music Group и Slip-n-Slide Records, дистрибьютором выступил Def Jam Recordings. Над альбомом работали несколько продюсеров, в том числе Cool & Dre, J.U.S.T.I.C.E. League, Pharrell, Jake One, Rico Love и другие.
God Forgives, I Don’t получил в целом положительные отзывы критиков, которые высоко оценили роскошный стиль создания и исполнение Росса. Он дебютировал на первом месте в американском чарте Billboard 200, было продано 218 000 копий за первую неделю, альбом также вошёл в чарты в нескольких других странах. К октябрю 2012 года альбом был удостоен золотой сертификации Американской ассоциации звукозаписывающих компаний и был продан в США в количестве 588 000 экземпляров. Он был номинирован на премию «Грэмми» 2013 года в номинации «Лучший рэп-альбом».

## История и создание
Рик Росс раскрыл название альбома 4 января 2011 года, во время интервью с Breakfast Club, а также выпустил первый промо-сингл «Made Men» при участии Дрейка. Музыкальный видеоклип на песню «Made Men» был выпущен 11 апреля 2011 года. В июле 2011 года DJ Khaled рассказал об альбоме: «God Forgives, I Don’t — это настоящая классика. Сейчас я вам кое-что скажу: этот альбом просто сумасшедший, судя по тому, что я уже слышал в студии. Я не могу рассказать вам слишком много, так как это его проект, но я могу сказать вам прямо сейчас: это классика, и он сам об этом говорит». В сентябре 2011 года Дрейк высказался об альбоме в интервью MTV, заявив: «Этот God Forgives I Don’t; единственное, как я могу его описать, это словно Doggystyle Снуп Догга, Ready to Die The Notorious B.I.G., Lord Willin’ группы Clipse или любые другие альбомы, которые я собирал и хранил в детстве — будь то кассета или CD». Рик Росс рассказал, что хотел работать над альбомом вместе с Лайонелом Ричи. В интервью MTV 11 октября 2011 года на церемонии BET Hip Hop Awards Рик Росс рассказал: «Работа над альбомом — это реально утомительный процесс, через который я прошёл, и реакция людей, которым я сыграл несколько записей, просто невероятная». Он также рассказал о своём сотрудничестве с Мэри Джей Блайдж: «Это королева. Я могу лишь рассказать вам об этом опыте. Мы работали в студии Майкла Джексона в Лос-Анджелесе и сотворили нечто волшебное». Мэри Джей Блайдж также рассказала об этом в сентябре 2011 года в интервью XXL, уточнив, что они записывались в последней студии, в которой когда-либо записывался Майкл Джексон. «Это частная студия, которую нам предоставил один из наших друзей, он был очень близок с Майклом Джексоном», — сказала Мэри. — «На самом деле это студия Марвина Гэя. Там на стенах повсюду изображены портреты Майкла Джексона и самого Марвина Гэя. Это было последнее место, где Майкл работал перед смертью. Там такая хорошая атмосфера». В интервью хип-хоп журналу XXL в октябре 2011 года Bun B заявил, что он должен был появиться в альбоме God Forgives, I Don’t, но он не попал в окончательный вариант пластинки. В октябре 2011 года был выпущен первый видеоматериал о создании альбома God Forgives, I Don’t, в котором был запечатлён The Alchemist, в студийной сессии которого принял участие Рик Росс.
4 октября 2011 года Росс появился на радиостанции Hot 97; во время интервью с Funkmaster Flex он представил два промо-сингла альбома под названием «You the Boss» и «I Love My Bitches». Позже Росс объявил, что ни одна из этих песен не войдёт в альбом. Funkmaster Flex взял у Росса интервью по поводу его разногласий с Kreayshawn и Young Jeezy, а также подробностей об альбоме, однако Росс отказался разглашать информацию об альбоме, предпочитая держать детали проекта в секрете. Два дня спустя, 6 октября 2011 года, Росс появился в эфире Breakfast Club, чтобы прорекламировать альбом. Росс продолжал хранить молчание и не разглашать детали альбома God Forgives, I Don’t. Позже, 6 октября 2011 года, Рик Росс вместе с Def Jam Recordings провели официальную конференцию GFID Conference Call, чтобы обсудить альбом и попросить Росса ответить на вопросы. Когда представители музыкальной индустрии задавали вопросы о продюсерах и полном составе участников альбома, Росс отказался отвечать, заявив, что запись God Forgives, I Don’t ещё в процессе и он не хочет раскрывать слишком много деталей альбома, предпочитая раскрывать его по мере приближения даты релиза. Росс подчеркнул, что в отличие от предыдущих релизов, в альбоме будет меньше композиций, а также то, что альбом будет иметь «винтажное хип-хоп звучание 90-х годов». В январе 2012 года Росс рассказал о совместной работе с Dr. Dre, заявив, что Dre «сильно повлиял» на его творчество. Росс подтвердил, что они с Дре сотрудничали при записи альбома God Forgives, I Don’t, а также давно отложенного альбома Дре Detox.
В апреле 2012 года, во время своего европейского тура, Росс объяснил причину названия альбома, сказав: «Я хотел подойти к [этому альбому], как Скорсезе подошёл бы к фильму. Я хотел, чтобы это было смелое утверждение, мрачное утверждение, и чтобы музыка рассказывала историю, стоящую за ним. Это было похоже на фильм». Во время своего июльского промо-тура Росс сказал: «Я знал, что, подходя к этому альбому, я хотел подойти к его названию совсем иначе, чем к предыдущим альбомам. Я хотел, чтобы он был сильным и впечатляющим. Первая половина — „Бог простит“: Многие из нас нуждаются в прощении. Это та прекрасная сторона, на которой нужно сосредоточиться многим людям, даже мне. Вторая же, „Я — нет“ отражает уличный аспект жизни. Я чувствую, что у каждого из нас есть две стороны, с которыми мы сталкиваемся в жизни. Я дал им одно из тех ощущений, что это кинокартина, шедевр, пять звёзд. Вот так я всё и разложил по полочкам. Они услышат энергию и увидят именно то, о чём я говорю, потому что в жизни мы должны иметь дело с обеими сторонами». Росс также подтвердил участие Jay-Z в качестве приглашённого исполнителя.
После долгих ожиданий Росс на пресс-конференции MMG 2 мая 2012 года объявил, что альбом выйдет 31 июля 2012 года. Он также объявил, что в альбом не войдут ни ранее выпущенные синглы, ни материал с микстейпа Rich Forever, заявив, что альбом будет «на 100 % новым». Росс заявил, что альбом будет его самой совершенной и лучшей работой. На пресс-конференции Росс немного рассказал об альбоме, заявив: «God Forgives, I Don`t — это очень тёмная история. Это очень лиричная история, музыка нового уровня. Я ожидаю только самых больших результатов. Совместные работы удивят вас, ребята. Этот альбом — недостающая часть моего наследия. Он вознесёт меня на вершину». Росс завершил пресс-конференцию словами: «Я добьюсь успеха». 12 июня 2012 года Росс представил официальную обложку альбома в видеоролике, посвящённом его продвижению. 30 июня официальная обложка делюкс издания была опубликована на сайте Rap-Up.
В интервью MTV News в июле 2012 года Росс поделился информацией о своём альбоме. Росс рассказал о его названии, обложке, процессе записи, киношном влиянии и нескольких песнях. Росс заявил, что несколько фотографий были сделаны в церкви. Он сказал: «Я помню, как сидел в церкви, ожидая фотографа, и помню, как молился, как благодарил. Я знал, что хочу, чтобы на мне висело 10 фигурок Иисуса. Конечно, и одна фигурка Иисуса всегда круто, но я хотел 10. Я просто хотел выйти на новый уровень». Росс заявил, что во время всего процесса записи он придерживался крайне узкого круга. «У меня очень маленький круг общения, когда дело доходит до записи моей музыки. Я создаю музыку ещё до того, как подбираю слова к ней, потому что мне легче написать слова и подобрать их к музыке, чем искать музыку, которая подойдёт к моим словам». Росс неоднократно заявлял, что сравнивает этот альбом с фильмами и использует кинематографический подход во время всей работы над альбомом. Росс сказал: «Это может быть похоже на „Бесславных ублюдков“, чувак. Мы снимем с тебя шкуру в этом альбоме. Квентин Тарантино — вот одно из ощущений, которое я почувствовал, когда давал название альбому. Я хотел подойти к нему как к фильму». Росс также рассказал о концепции нескольких треков с альбома. Росс сказал, что трек «Amsterdam» был создан по мотивам квартала красных фонарей: «Я как бы перевернул ситуацию, когда, будучи боссом, тебе нужно получить добро на зелёный свет. Я один из тех людей, которым нельзя давать зелёный свет. Причина в этом: это квартал красных фонарей, сюда нельзя заходить». Росс также высказался о треке «Diced Pineapples»: «Когда я вышел из больницы — знаете, у меня был приступ в прошлом году — когда я уходил, врач сказал мне: „Тебе нужно есть больше фруктов, пить воду, есть фрукты и просто расслабиться на некоторое время“. Из фруктов я выбрал ананасы. В течение следующих трёх недель я просыпался каждое утро, ел нарезанные кубиками ананасы и сочинял песню. Пришёл Дриззи, а также Уэйл, и я сказал: „Возможно, она будет моим ананасом, нарезанным кубиками. Эта особенная леди, она может стать той, с кем я просыпаюсь каждое утро, и помогает мне справляться с трудностями каждый день“». Рик Росс описал альбом пятью словами: классика, недосягаемый, босс, успех и месть. Он заявил: «Если вы сомневались три года назад, пять лет назад, что мы будем здесь, вы не разбираетесь в хип-хопе, вы не понимаете силу рэп-музыки».
В интервью «Breakfast Club» в июле 2012 года Росса спросили о его совместной работе с André 3000 над песней «Sixteen». Он заявил, что много раз общался с Андре по Skype, пока тот снимался за границей для биографического фильма о Джими Хендриксе All Is by My Side, поэтому работа над песней была завершена по Skype. Росс уточнил, что он хотел сделать особенный трек, похожий на музыку Outkast, и намекнул на готовящийся клип на эту песню. Росс также рассказал Vibe о работе с Доктором Дре: «Я был с ним в студии и наблюдал, как он крутит ручки, это моя мечта со времён Straight Out of Compton, и я просто хотел расспросить его. Когда я слушаю эти скетчи из Chronic, для меня это был конец таких скетчей, как The Chronic или альбом Снупа».

## Оценки критиков
| Совокупная оценка    | Совокупная оценка |
| Источник             | Оценка            |
| -------------------- | ----------------- |
| AnyDecentMusic?      | 6.9/10            |
| Metacritic           | 70/100            |
| Оценки критиков      |                   |
| Источник             | Оценка            |
| AllMusic             | [ 28 ]            |
| The A.V. Club        | B−                |
| Entertainment Weekly | A−                |
| Los Angeles Times    | [ 31 ]            |
| NME                  | 6/10              |
| Pitchfork            | 6.8/10            |
| Rolling Stone        | [ 34 ]            |
| Slant Magazine       | [ 35 ]            |
| Spin                 | 7/10              |
| XXL                  | 4/5               |

Альбом God Forgives, I Don’t был встречен в целом положительными отзывами. На сайте Metacritic, который присваивает нормализованный рейтинг из 100 баллов рецензиям профессиональных изданий, альбом получил средний балл 70 на основе 24 рецензий. Агрегатор AnyDecentMusic? присвоил альбому оценку в 6,9 баллов из 10, исходя из оценки критиков. Дэвид Джеффрис из AllMusic назвал его третьим «грандиозным альбомом Росса» и заявил: «В нём всё прекрасно работает, много амбиций, но не слишком, а самые яркие композиции альбома бросаются в глаза по ряду причин». Кайл Андерсон из Entertainment Weekly счёл «размах и масштаб альбома … неоспоримыми» и назвал его «первым альбомом, который ощущается как действительно сделанный боссом». Джаеки Чо из XXL прокомментировал, что «фасад» Росса, состоящий из «высокомерия и иллюзий», делает музыку «невероятно увлекательной». Майк Дайвер из BBC Music утверждал, что альбом «представляет собой нечто принципиально новое», а его «крупнобюджетные рэп-треки» «указывают на дальнейший успех».

## Список композиций
Информация взята из аннотации к альбому.
| №                   | Название                                       | Автор(ы) | Продюсер(ы)            | Длительность |
| ------------------- | ---------------------------------------------- | --- | ---------------------- | ------------ |
| 1.                  | «Pray for Us»                                  | Джон Синглтон |                        | 0:59         |
| 2.                  | «Pirates»                                      | Уильям Робертс II, Морис Джордан, Мэтью Фёрдж, Уильям Белл и Букер Джонс                                                               | Kenoe и Got Koke       | 3:25         |
| 3.                  | «3 Kings» (при участии Доктора Дре и Jay-Z)    | Робертс II, Джейкоб Даттон, Шон Картер, Клара Шепард, Джеймс Уизри и Андре Янг                                                         | Jake One               | 4:26         |
| 4.                  | «Ashamed»                                      | Робертс II, Марчелло Валенцано, Андре Лион, Энтони Колтон, Уилсон Пикетт, Жан Руссель и Марти Саймон                                   | Cool & Dre             | 4:19         |
| 5.                  | «Maybach Music IV» (при участии Ни-Йо)         | Робертс II, Эрик Ортис, Кевин Кроу, Кенни Бартоломеи и Шаффер Смит                                                                     | J.U.S.T.I.C.E. League  | 5:14         |
| 6.                  | «Sixteen» (при участии André 3000)             | Робертс II, Ортис, Кроу, Бартоломеи и Андре Бенджамин                                                                                  | J.U.S.T.I.C.E. League  | 8:18         |
| 7.                  | «Amsterdam»                                    | Робертс II, Карл Маккормик, Ален Мион и Ален Гандольфи                                                                                 | Cardiak                | 3:46         |
| 8.                  | «Hold Me Back»                                 | Робертс II и Джеймс Мёрфи | G5Kid                  | 4:30         |
| 9.                  | «911»                                          | Робертс II и Рошун Уокер | Young Shun             | 5:29         |
| 10.                 | «So Sophisticated» (при участии Мик Милл)      | Робертс II, Энтони Такер, Джордан, Джермейн Прейан и Роберт Уильямс                                                                    | The Beat Bully         | 4:10         |
| 11.                 | «Presidential» (при участии Elijah Blake)      | Робертс II, Фаррелл Уильямс, Рой Айерс, Джеймс Бедфорд, Ламонт Портер, Сильвия Стриплин, Кимберли Джонс, Кристофер Уоллес и Шон Фентон | Фаррелл Уильямс        | 4:14         |
| 12.                 | «Ice Cold» (при участии Омариона)              | Робертс II, Омари Грандберри, Сэмюэл Дью и Шариф Слейтер                                                                               | Reefa                  | 3:51         |
| 13.                 | «Touch’N You» (при участии Ашера)              | Ричард Батлер-младший, Пьер Медор и Робертс II                                                                                         | Rico Love и Пьер Медор | 4:16         |
| 14.                 | «Diced Pineapples» (при участии Wale и Дрейка) | Робертс II, Маккормик, Олубовалей Акинтимехин и Обри Грэм                                                                              | Cardiak                | 4:39         |
| 15.                 | «Ten Jesus Pieces» (при участии Stalley)       | Робертс II, Ортис, Кроу, Бартоломеи, Кайл Майрикс, Джеффри Осборн и Леон Франклин                                                      | J.U.S.T.I.C.E. League  | 6:51         |
| Общая длительность: | Общая длительность:                            | Общая длительность: | Общая длительность:    | 1:08:27      |

| №                   | Название                                    | Автор(ы)                                                                              | Продюсер(ы)                | Длительность |
| ------------------- | ------------------------------------------- | ------------------------------------------------------------------------------------- | -------------------------- | ------------ |
| 16.                 | «Triple Beam Dreams» (при участии Наса)     | Робертс II, Ортис, Кроу, Бартоломеи и Насир Джонс                                     | J.U.S.T.I.C.E. League      | 4:41         |
| 17.                 | «Rich Forever» (при участии Джона Ледженда) | Робертс II, Джон Стивенс, Биграм Зайас, Мэтью Дельджорно, Стивен Хакер и Кевин Коссом | DVLP и Filthy (сопродюсер) | 4:53         |
| Общая длительность: | Общая длительность:                         | Общая длительность:                                                                   | Общая длительность:        | 1:18:01      |

Примечания
- В песне «3 Kings» звучит вокал JoiStaRR
- В песне «Presidential» звучит вокал Shateria Moragne-el

## Чарты

### Еженедельные чарты
| Чарт (2012)                            | Высшая позиция |
| -------------------------------------- | -------------- |
| Австралия (ARIA)                       | 41             |
| Бельгия/Фландрия (Ultratop)            | 57             |
| Бельгия/Валлония (Ultratop)            | 112            |
| Канада (Canadian Albums Chart)         | 1              |
| Нидерланды (Album Top 100)             | 28             |
| Франция (SNEP)                         | 29             |
| Норвегия (VG-lista)                    | 30             |
| ЮАР Albums Chart                       | 16             |
| Швейцария (Schweizer Hitparade)        | 33             |
| Великобритания (UK Albums Chart)       | 8              |
| США (Billboard 200)                    | 1              |
| США (Billboard Top R&B/Hip-Hop Albums) | 1              |

### Ежегодные чарты
| Чарт (2012)                            | Позиция |
| -------------------------------------- | ------- |
| США Billboard 200                      | 49      |
| США Top R&B/Hip-Hop Albums (Billboard) | 8       |

| Чарт (2013)                            | Позиция |
| -------------------------------------- | ------- |
| США Top R&B/Hip-Hop Albums (Billboard) | 59      |

## Сертификации
| Регион                                                      | Сертификация | Продажи  |
| ----------------------------------------------------------- | ------------ | -------- |
| США (RIAA)                                                  | Золотой      | 500 000^ |
| ^ Данные о тиражах приведены только на основе сертификации. |              |          |